# François Noël Babeuf
François Noël Babeuf (Saint-Quentin, Picardia, 23 de novembro de 1760 — Paris, 27 de maio de 1797), conhecido pelo nome de Gracchus Babeuf, foi um jornalista que participou da Revolução Francesa e foi executado por seu papel na Conspiração dos Iguais. Embora os termos anarquismo, socialismo e comunismo não existissem na época em que viveu, eles foram usados posteriormente para descrever suas ideias.

## Biografia
Babeuf nasceu em Saint-Quentin. Seu pai Claude Babeuf, havia desertado do exército francês em 1738 para ingressar no exército de Maria Theresa da Áustria. Anistiado em 1755, retornou à França, mas viveu na pobreza, tendo que fazer pequenos serviços para garantir o sustento de sua família. As dificuldades que Babeuf sofreu durante seus primeiros anos de vida contribuíram para o desenvolvimento de suas opiniões políticas. Seu pai proporcionou-lhe a educação básica, mas até a eclosão da Revolução Francesa, trabalhou como servo doméstico. Desde os 12 anos de idade, ele trabalhou como pedreiro nas obras do canal da Picardia. Aos 17 anos conseguiu se empregar como aprendiz de um tabelião feudalista.
Seu pai morreu em 1780. Diz-se que no leito de morte, entregou ao seu filho um exemplar de Plutarco e o fez jurar sobre a espada que defenderia até a morte os interesses do povo. Babeuf viu-se forçado a trabalhar para sustentar sua mulher e dois filhos, assim como sua mãe e irmãos. Em 1781, aos 21 anos, começou a exercer a atividade de tabelião feudal por conta própria em Roye. Inspirado pela leitura de Rousseau e constatando as condições de vida muito duras da maioria da população, desenvolve teorias em favor da igualdade e da coletivização das terras. Torna-se um escritor prolífico e escreve uma série de cartas, a maior parte sobre literatura. Em uma delas, de 1787, endereçada ao secretário da Academia de Arras, os sinais de seu futuro "socialismo" já estavam contidos. Em 1789 publicou seu primeiro artigo no caderno dos eleitores de Roye, exigindo a abolição dos direitos feudais. De julho a outubro de 1789, viveu em Paris, supervisionando a publicação de seu primeiro livro: Cadastre perpétuel (cadastro perpétuo).

### O início da Revolução
Em março de 1789, Babeuf participou da redação do cahier de doléances dos habitantes de Roye, reivindicações populares a serem levadas para a Assembléia dos Estados Gerais em maio daquele ano. A partir de setembro de 1789, graças à publicação de seu livro e do início da Revolução Francesa, ele se tornou jornalista, como correspondente do Correio da Europa (editado em Londres).
Passou a insurgir-se contra os impostos indiretos (gabelle), através de petições e reuniões. Em conseqüência foi preso em maio de 1790 e liberado em julho graças à pressão do revolucionário Jean-Paul Marat. Na mesma época rompeu com o catolicismo (em 1793 escreveria: "O cristianismo e a liberdade são incompatíveis").
Fundou então seu próprio jornal, em outubro de 1790, Le Correspondant picard, no qual se lança contra o voto censitário criado para as eleições de 1791. O jornal foi forçado a fechar alguns meses mais tarde, fazendo com que Babeuf fosse novamente preso. Ainda assim continuou a se mobilizar ao lado dos camponeses e dos operários picardos.
Em novembro foi eleito membro da municipalidade de Roye, mas foi imediatamente expulso. Em março de 1791 foi apontado comissário para relatar à propriedade nacional (biens nationaux) na cidade e em setembro de 1792 foi eleito membro do comitê geral do departamento de Somme. Neste cargo, como em geral, a violência de suas atitudes tornou sua posição intolerável e ele foi transferido para o posto de administrador no distrito de Montdidier. Lá foi acusado de fraude por ter alterado um nome numa questão de transferência de terras nacionais. O erro foi provavelmente ocasionado por negligência, mas desconfiando da imparcialidade dos juízes de Somme, ele foge, em fevereiro de 1793, para Paris.

### A república montanhesa
Recém-chegado a Paris, Babeuf tomou partido pelos jacobinos (Robespierre, Saint-Just, etc.) contra os girondinos. Em maio de 1793 entrou na Commission des subsistances de Paris, onde apoiava as reivindicações dos sans-culottes. Babeuf criticava a ação dos montanheses, concernente ao Terror, dizendo: "eu reprovo este ponto particular do sistema", mas agia em favor de sua continuidade, com a intenção de fazer passar da igualdade "proclamada" à igualdade de fato (a "igualdade perfeita" pela qual ele milita).
Em 23 de agosto de 1793 foi sentenciado a vinte anos de prisão como resultado de seu julgamento. Os juízes de Amiens o perseguiram com uma intimação e ele foi aprisionado de 14 de novembro de 1793 (24 brumaire ano II) a 18 de julho de 1794 (31 messidor ano II), quando foi absolvido em um recurso.
Dez dias após sua liberação, ocorreu o golpe de estado contra Robespierre e os montanheses, o 9 termidor (27 de julho de 1794).

### Areação termidoriana
De volta a Paris, publicou em 3 de setembro de 1794 o primeiro número do Journal de la liberté de la presse (jornal da liberdade de imprensa), cujo título foi alterado em 5 de outubro para Le Tribun du Peuple (A Tribuna do Povo). Babeuf assumiu então o nome Gracchus em homenagem aos Gracchi, família da Roma antiga que se tornou símbolo da luta pelas mudanças sociais, uma vez que dois de seus membros (Caio e Tibério Graco) foram mortos pelo senado romano ao defenderem a reforma agrária e combaterem os privilégios da nobreza.
O jornal adquiriu uma forte audiência e Babeuf entrou no Club électoral, clube de discussões dos sans-culottes. Em 3 de novembro defendeu que as mulheres possam ingressar nos clubes. Defendia também a necessidade de uma "insurreição pacífica" e atacava, de um ponto de vista socialista, o resultado econômico da Revolução.
Estas atitudes não fizeram muito sucesso nem entre os membros do clube e em outubro ele foi aprisionado novamente em Arras. Nesta prisão foi influenciado por prisioneiros terroristas, notadamente Lebois, editor do Journal de l'égalité (Jornal da igualdade) e depois do Ami du peuple (Amigo do povo), jornais que seguiam as tradições de Marat. Babeuf saiu da prisão como um terrorista e convencido de que sua Utopia, proclamada ao mundo no número 33 da Tribuna, só poderia vir à tona com a restauração da constituição de 1793. Em pleno conflito com a tendência da opinião pública, foi novamente preso em 19 de fevereiro de 1795. De fato a maior parte dos revolucionários se encontrava presa neste momento da história francesa. Babeuf teve então a oportunidade de se ligar a democratas como Augustin Darthé ou Filipo Buonarroti.

### A conjuração dos iguais
Liberto em 18 de outubro de 1795 (26 vendémiaire ano IV), relançou rapidamente a Tribuna do povo. O governo contra-revolucionário adotava uma política de repressão cada vez mais forte. Foram as tentativas do Diretório de lidar com a crise econômica que deram a Babeuf sua importância histórica. O novo governo estava decidido a abolir o sistema pelo qual Paris era mantida às custas de todo o país e a cessação da distribuição de pão e carne a preços nominais foi decidida em 20 de fevereiro de 1796 (fim da Lei do Preço Máximo). O anúncio causou grande consternação. Não apenas os trabalhadores atraídos a Paris pelo sistema, mas também proprietários de imóveis de locação e oficiais do governo, cujos salários eram pagos em Assignats (títulos com escalas arbitrariamente fixadas pelo governo), se viram ameaçados de passar fome. A miséria e o descontentamento de todos deram a Babeuf uma nova audiência e tornaram legítimos seus ataques à ordem estabelecida. Ele reúne em torno de si um grupo de seguidores que se intitula Societé des égaux (Sociedade dos iguais), que logo se juntou aos remanescentes dos Jacobinos em reuniões no Panthéon. Em novembro de 1795 ele foi denunciado à polícia por defender abertamente a "insurreição, a revolta e a constituição de 1793". Após uma nova tentativa de prisão em janeiro de 1796, ele passou a viver na clandestinidade.

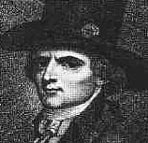
Graco Babeuf, líder da Conjuração dos Iguais

A impossibilidade de agir legalmente levou à fundação da Conjuração dos Iguais, dirigida por Babeuf, Darthé, Buonarroti, Sylvain Maréchal, Félix Lepeletier, Antoine Antonelle e outros. O movimento se espalhou por todos os arrondissements de Paris e muitas outras cidades da província. Um "Diretório secreto de saúde pública" dirigido por Babeuf coordenava a luta. O objetivo era continuar a revolução e garantir a coletivização das terras para conseguir a "igualdade perfeita" e o "bem comum".
O governo, informado das atividades de Babeuf, não tomou nenhuma atitude para coibi-las de imediato. A massa operária, mesmo de posição mais radical, começou a se afastar de Babeuf devido à virulência de seus ataques e a polícia passou a reportar que Babeuf estava provocando muitas conversões — em favor do governo. O clube jacobino do Faubourg Saint-Antoine se recusou a admitir a inscrição de Babeuf e Lebois. Com a piora da crise econômica, a sua influencia voltou a aumentar. Depois que o clube do Panteão foi fechado pelo próprio Napoleão Bonaparte em fevereiro de 1797, sua agressividade redobrou. Publicou sob o pseudônimo de "Lalande, soldat de la patrie", um novo jornal, o Eclaireur du peuple (O iluminador do povo), que foi passado furtivamente de mão em mão nas ruas de Paris.
Ao mesmo tempo o número 40 da Tribuna do povo provocou sensação. Nele Babeuf dizia que os autores dos "massacres de setembro" "serviram bem ao seu país" e declarava que seria necessário outro massacre para aniquilar o governo atual. Em 11 de abril Paris amanheceu coberta de posteres intitulados Analyse de la doctrine de Baboeuf (sic), tribun du peuple, (análise da doutrina de Baboeuf, tribuna do povo) cuja frase inicial dizia que: "A natureza deu a todos os homens o direito de gozar de uma parcela igual em todas as propriedes" e terminava por conclamar à restauração da constituição de 1793.
Uma canção de Babeuf "Mourant de faim, mourant de froid" (Morrendo de fome, morrendo de frio), começou a ser cantada nos cafés e mesmo entre os militares se ouviam rumores de insurreição. O governo julgou ser o momento de agir. Um dos agentes do Diretório, Georges Grisel, que se infiltrara no grupo de Babeuf, o denunciou por uma conspiração que depois seria chamada Conspiração dos Iguais, na qual socialistas e Jacobinos agiam em conjunto.
Em 10 de maio (19 floréal ano IV) de 1796, Babeuf foi preso com muitos de seus associados, entre eles Augustin Alexandre Darthé e Philippe Buonarroti, os ex-membros da Convenção, Robert Lindet, J-A-B Amar, Marc-Guillaume Alexis Vadier e Jean-Baptiste Drouet. Uma tentativa popular de libertá-los fracassou em 29 de junho (11 messidor). Outra tentativa ocorreu pouco depois. Para evitar que o povo os libertasse, os conspiradores foram transferidos a Vendôme, (Loir-et-Cher).
O processo foi aberto contra Babeuf e outros 64 acusados em Vendôme em 20 de fevereiro de 1797. em presença de dois ministros. Em seu julgamento, ele foi “transportado” em uma jaula de ferro. A sua defesa tornou-se, de fato, impressionante dado o teor socialista. Ele que, em parte solidificou a ideia de que a população é uma classe, precisava se conscientizar disso e exigir seus direitos inalienáveis. Em sua defesa admitiu-se culpado e afirmou que apenas estava cumprindo o artigo 35 da Declaração dos Direitos do Homem e do Cidadão de 1793. Babeuf foi declarado lider do movimento, mesmo havendo outras pessoas mais importantes envolvidas. Devido ao teor de seu discurso, Babeuf foi condenado à morte. Alguns dos prisioneiros, incluindo Buonarroti, foram exilados. Os demais, incluindo Vadier e seus companheiros da Convenção, foram absolvidos. Drouet fugiu da prisão, de acordo com Barras, com a conivência do Diretório. Na hora do veredito, como último recurso, Babeuf tentou de forma fracassada o suicídio, sendo guilhotinado no dia seguinte juntamente com trinta de seus seguidores. Era o 8 prairial ano V, ou 27 de maio de 1797. O conteúdo completo de seu julgamento foi publicado somente em 1884.
"Quando o governo viola os direitos do povo, a insurreição é, para o povo e para cada porção do povo, o mais sagrado dos direitos e o mais indispensável dos deveres"

## A posteridade de Babeuf
- Alguns estudiosos defendem uma corrente política que seria própria de Babeuf, o baboufismo (da qual se aproxima Auguste Blanqui), reivindicando a igualdade e esboçando um pré-socialisme utópico.
- Friedrich Engels e Karl Marx reconhecem nele um precursor do comunismo e na Conjuração dos Iguais o "primeiro partido comunista". Babeuf é frequentemente considerado o primeiro militante comunista.
- Segundo Rosa Luxemburgo, Babeuf é "O primeiro precursor dos levantes revolucionários do proletariado".